# Los Fuegos del Hielo
Los Fuegos del Hielo es el duodécimo disco oficial de Congreso, grabado y editado por Alerce en 1992. Esta obra fue creada especialmente para el Ballet de Santiago para ser presentada en el marco de la participación de Chile en la Expo Sevilla del mismo año. En este disco, se plasma la temática de la extinción los pueblos autóctonos del extremo sur de Chile: los aonikenk, yámana, selknam y kawésqar.

## Historia
Tras presentar el disco "Aire Puro" por todo el país, participar en el Festival de Viña del Mar y editar un recopilatorio titulado Congreso 71-82, Congreso cierra un ciclo importante dentro de su trayectoria. Fernando González deja el grupo para dedicarse a la enseñanza en la V Región. Por su parte, Ricardo Vivanco deja el grupo para dedicarse a otros proyectos, y en su lugar queda Raúl Aliaga, un experimentado músico de orquestas de televisión. Llega el año '92, y a Congreso se le da la misión de representar a Chile en la Expo Sevilla de 1992, para lo cual Sergio "Tilo" González compone una obra para el Ballet de Santiago. El 9 de julio del mismo año estrenan esta obra en el Teatro Municipal de Santiago, y posteriormente, es presentada en el Festival de Itálica (Expo Sevilla) y en la Ópera de Budapest.

## Música y lírica
En esta obra, el texto está presente en dos canciones solamente. "Canción del último hombre", por ejemplo, refleja una especie de lamento por el hecho de ser el último hombre de su especie. En lo musical, esta obra fusiona influencias Doctas con étnicas y algunos tintes New Age, representados en los teclados de Jaime Vivanco.

## Lista de canciones
1. Canción del último hombre.
2. De la playa sola.
3. Despiertan del sueño.
4. El silencio sagrado.
5. El anciano profeta del cielo. (inspirado en música de E. Grieg)
6. El navío terrible.
7. Los sueños perdidos.
8. El baile de todos.
9. Del albatros o del amor.
10. Exterminio.
11. A los sobrevivientes.

Textos: Francisco Sazo Música: Sergio "Tilo" González.

## Integrantes
- Sergio "Tilo" González: composición, batería, percusión.
- Francisco Sazo: voz, textos.
- Hugo Pirovic: flauta traversa en Do y Sol, flauta dulce.
- Jaime Vivanco: piano acústico, sintetizadores.
- Jaime Atenas: saxo soprano.
- Jorge Campos: bajo eléctrico, contrabajo, guitarra, computador midi.
- Raúl Aliaga: percusión étnica y electrónica.
- Patricio González: violoncelo.
- Invitado:Jovino Becerra: voz de anciano.

- Datos: Q5979724